# Salgueiro-chorão
O chorão, salgueiro-chorão ou salso-chorão (Salix babylonica) é o nome de uma árvore pertencente à família das Salicaceae ou salgueiros. Parece ser originária do Leste da Ásia. É uma árvore nativa do norte da China, mas cultivado há milénios em vários locais da Ásia, tendo sido disperso pelo homem ao longo da rota da seda até à Babilónia, daí o seu nome científico.

## Descrição
É uma árvore de médio a grande porte que pode alcançar até 20 a 25 metros de altura. É de crescimento rápido mas tem uma curta longevidade. É caducifólia, perde as folhas no inverno ainda que, por vezes, durem na árvore até irromperem as novas. É muito pouco exigente com os solos, que apenas têm de ter água suficiente. Medra muito bem em terrenos muito húmidos, sendo capaz de saneá-los absorvendo a água em excesso.
O tronco tem uma cortiça escura que vai rompendo com os anos. Os rebentos são delgados, longos e muito flexíveis, formando uma copa arredondada.
O salgueiro é muito utilizado como ornamental pela beleza e frescura que aporta aos jardins. Não é muito longevo a pesares do que díz a adivinha: "Nunca envelheço, eterno sou, e cobijo os sabios dou". As folhas são atacadas pelos insectos minadores que podem fazer agalhas como as da fotografia. Um resumo da árvore neste fermoso desenho que podeis ver. É muito fácil de reproduzir por estaquilhas, de preferência dos pés femininos.
As folhas são lanceoladas de 4 a 10 cm de comprimento, serrilhadas, com a folha superior cor verde intensa, a folha inferior é mais clara e com pêlos que vai perdendo. As flores são muito pequenas e sem pétalas, formam amentilhos na primavera. São de cor amarelo-esverdeada. Têm flores masculinas e femininas em pés separados (são plantas dióicas).

## Outras espécies

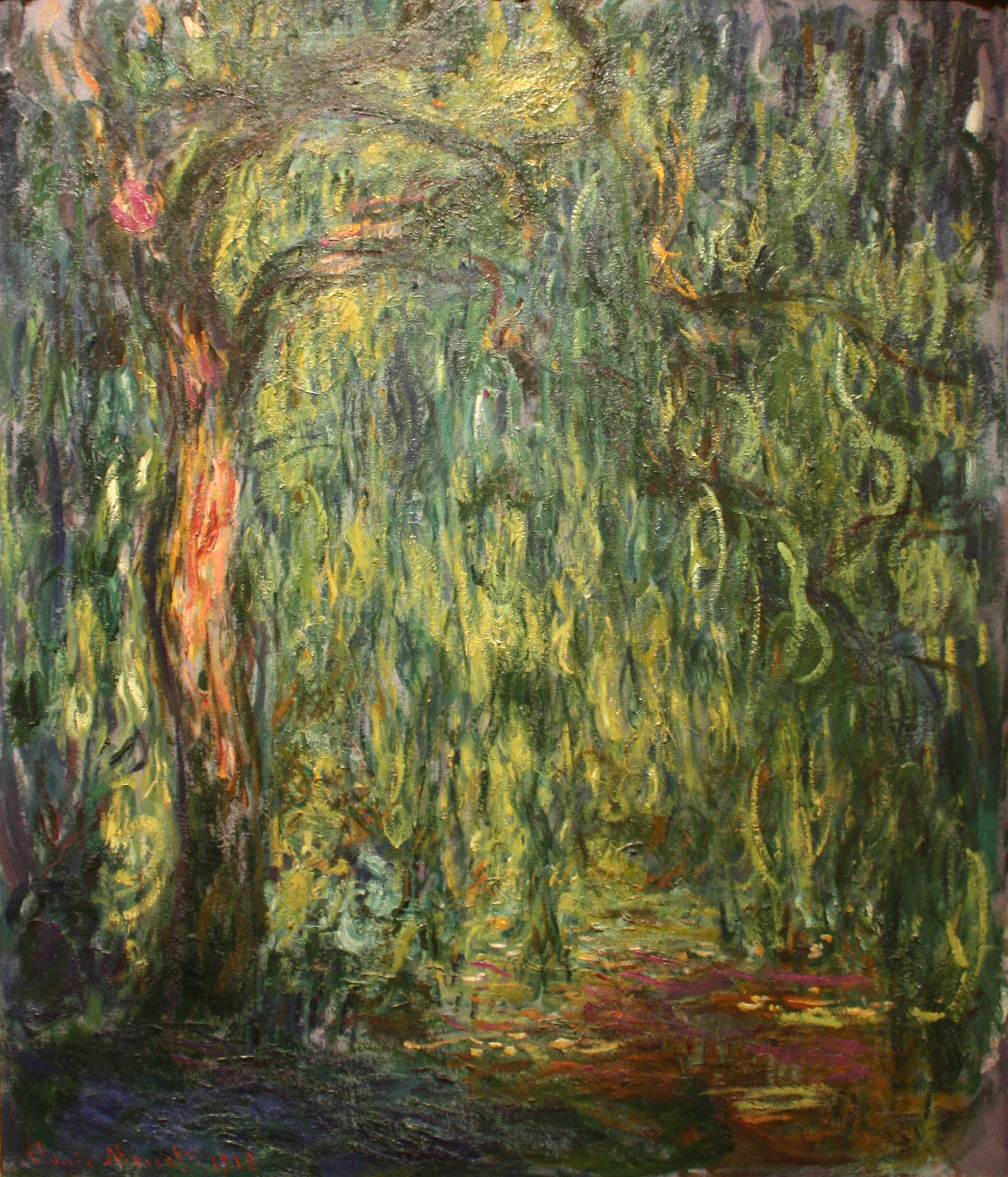
Salgueiro-chorão, de Claude Monet (1918).

Salix babylonica, variante "Pendula", refere-se, geralmente, aos híbridos do salgueiro-branco (Salix alba, L.) com o S. babylonica - o Salix x sepulcralis chrysocoma. Existem outras variedades híbridas, muito cultivadas para fins ornamentais em jardins, como o Salix x pendulina, designada também como Salix x blanda Anderss. e Salix elegantissima K. Koch.
O híbrido Salix x pendulina tem folhas quase ou totalmente sem pelos e caracteriza-se, na flor, pelos ovários muito mais compridos que a bráctea que a envolve. O Salix x sepulcralis, por seu lado, apresenta folhas finamente serrilhadas, levemente aveludadas na página inferior, enquanto que na flor, o ovário não se apresenta maior que a bráctea ou, acontecendo, não de forma muito acentuada.
Muitos botânicos consideram a espécie Salix matsudana como sinónimo da Salix babylonica, também nativa do norte da China. A única diferença verificada, entretanto, entre as duas "espécies" é a presença de duas glândulas nectaríferas em cada flor feminina, na S. matsudana, enquanto que a S. babylonica apenas tem uma. Tal característica, contudo, não é determinante nos salgueiros, existindo, mesmo algumas espécies que podem ter um ou dois simultaneamente em várias flores.

## Simbolismo

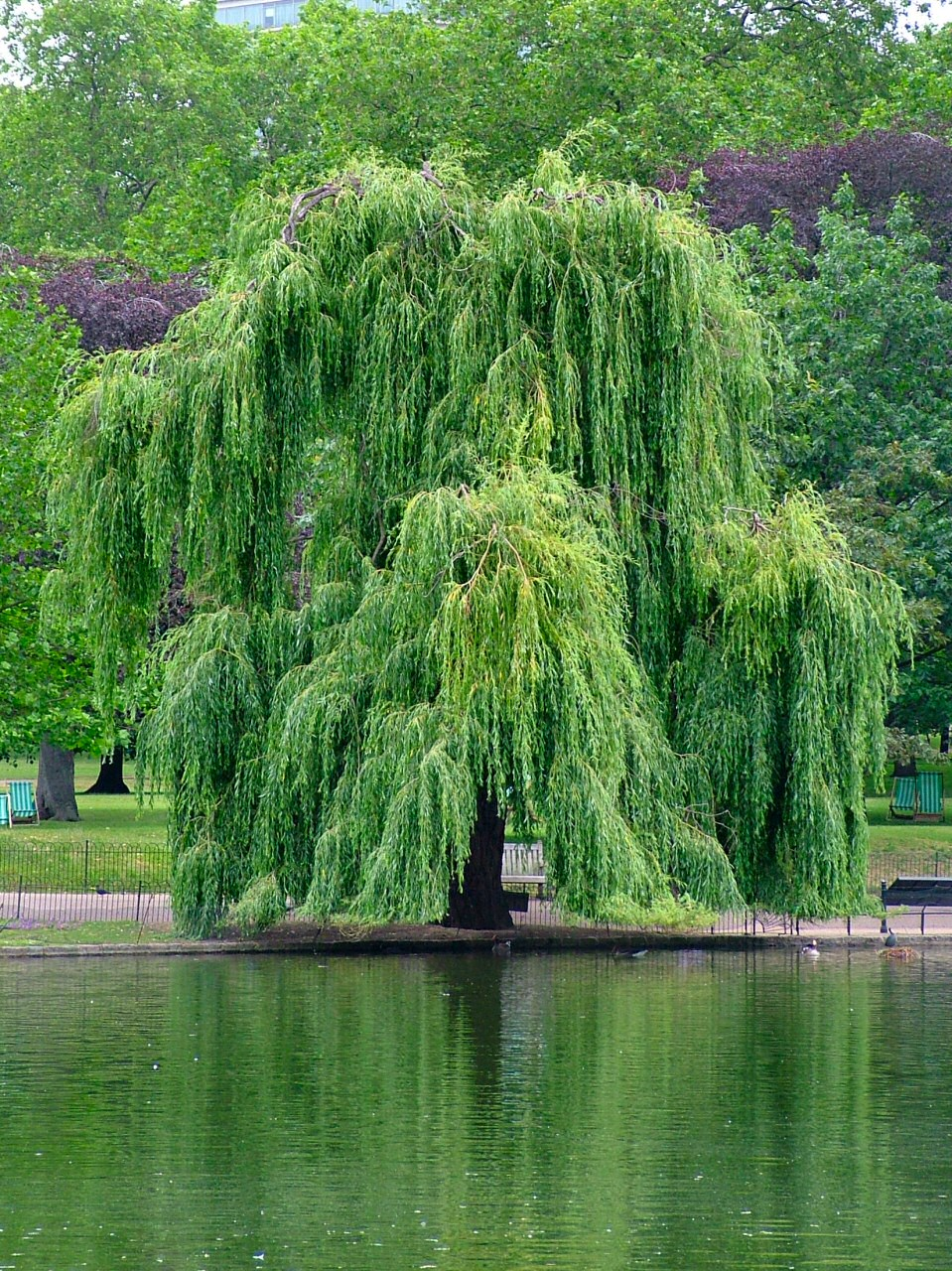
Um salgueiro-chorão

Na tradição cristã uma lenda diz que o salgueiro chorão dobrou as suas ramas para esconder nelas a Virgem e o menino Jesus na fugida para o Egipto. Noutra lenda, o salgueiro chora desde que um ramo seu serviu para golpear Jesus. Na Rússia e na Alemanha, no Domingo de Ramos, a oliveira é substituída, nos ramos, pelo salgueiro.
Os ramos novos, pendentes, parecem conotar tristeza e melancolia, pelo que é uma árvore muito frequente nos cemitérios. Entre as variedades cultivares encontramos o Salix babylonica 'Pendula', cujo nome faz referência a tais ramos longos e pendentes quase até ao chão e que lhe proporcionam uma copa arredondada. Teria correspondido à letra S no alfabeto dos druidas, em que as árvores, ou os seus nomes, correspondiam às letras. Depois, através de um complexo sistema de junção de sufixos e prefixos, formavam palavras, constituindo uma linguagem secreta e mágica.
Observando esta fermosa árvore é simples compreender a imagem de mágico que teve noutras culturas. Na China era símbolo da imortalidade, cresce ainda que se plantar do revés. Os Chineses sacrificavam um salgueiro ao sol para reconhecer a força do astro. Primeiro chantavam uma rama na terra, junto à porta da casa, e segundo onde caísse ia ser o local da comida. Os caracteres Kanji para o salgueiro são: yang-lieu, e significam "árvore consagrada ao sol, que se planta junto das portas ao ofereceres um sacrifício". Ainda hoje na China decoram-se as portas das casas com folhas de salgueiro, durante o solstício de verão.  Tem sido utilizada, experimentalmente, para recuperar águas poluídas, devido à sua capacidade para absorver e transformar poluentes em matéria orgânica.
Para alcançar a imortalidade os ataúdes cobriam-se de folhas de salgueiro. Ainda hoje, atrás do ataúde vai um ramo de salgueiro do qual penduram bandeirinhas. Chama-se Lieu-tsing, ou bandeira de salgueiro.